# Сенагин, Иван Леонтьевич
Иван Леонтьевич Сенагин (29 августа 1915, Солонянский район — 18 апреля 1996, Днепропетровск) — майор Советской Армии, участник Великой Отечественной войны, Герой Советского Союза (1944).

## Биография
Иван Сенагин родился 29 августа 1915 года в селе Привольное (ныне — Солонянский район Днепропетровской области Украины). После окончания семи классов школы и школы фабрично-заводского ученичества работал сначала на стройке электростанции, затем электромонтёром в колхозе. Занимался в аэроклубе.
В 1937 году Сенагин был призван на службу в Рабоче-крестьянскую Красную Армию. В 1939 году он окончил Качинскую военную авиационную школу пилотов. С начала Великой Отечественной войны — на её фронтах. В боях два раза был ранен.
К октябрю 1944 года гвардии майор Иван Сенагин командовал эскадрильей 14-го гвардейского авиаполка 5-й гвардейской авиадивизии 4-го гвардейского авиакорпуса АДД СССР. К тому времени он совершил 301 боевой вылет на бомбардировку скоплений боевой техники и живой силы противника, его важных объектов, нанеся ему большие потери, лично сбил 4 самолёта противника.
Указом Президиума Верховного Совета СССР от 5 ноября 1944 года за «образцовое выполнение заданий командования и проявленные при этом мужество и героизм» гвардии майор Иван Сенагин был удостоен высокого звания Героя Советского Союза с вручением ордена Ленина и медали «Золотая Звезда» за номером 5113.
В 1946 году Сенагин вышел в отставку по болезни. Проживал в Днепропетровске. Скончался 18 апреля 1996 года, похоронен в Днепропетровске.
Был награждён двумя орденами Ленина, двумя орденами Красного Знамени, орденами Александра Невского и Отечественной войны 1-й степени, рядом медалей и иностранной наградой.